# Trollz
Trollz er en amerikansk tegnefilmserie om fem fiktive teenagepiger. Serien er på 22 afsnit produceret af DiC Entertainment 2005-2007. 

## Danske stemmer
Amethyst - Annevig Schelde Ebbe
Ruby - Marie Caroline Schjeldal
Onyx - Julie Lund
Topaz - Julie Zangenberg
Sapphire
| Fjernsyn | Spire Denne artikel om et tv-program er en spire som bør udbygges. Du er velkommen til at hjælpe Wikipedia ved at udvide den. |